# Liste der Distanzsteine in Sachsen-Anhalt
In der Liste der Distanzsteine in Sachsen-Anhalt sind die Distanzsteine im deutschen Bundesland Sachsen-Anhalt aufgelistet.

## Aufteilung
Wegen der großen Anzahl von Distanzsteinen in Sachsen-Anhalt ist diese Liste in Teillisten aufgeteilt, sortiert nach den elf Landkreisen und drei kreisfreien Städten.
- Liste der Distanzsteine im Altmarkkreis Salzwedel
- Liste der Distanzsteine im Landkreis Anhalt-Bitterfeld
- Liste der Distanzsteine im Landkreis Börde
- Liste der Distanzsteine im Burgenlandkreis
- Liste der Distanzsteine in Dessau-Roßlau
- Liste der Distanzsteine in Halle (Saale)
- Liste der Distanzsteine im Landkreis Harz
- Liste der Distanzsteine im Landkreis Jerichower Land
- Liste der Distanzsteine in Magdeburg
- Liste der Distanzsteine im Landkreis Mansfeld-Südharz
- Liste der Distanzsteine im Saalekreis
- Liste der Distanzsteine im Salzlandkreis
- Liste der Distanzsteine im Landkreis Stendal
- Liste der Distanzsteine im Landkreis Wittenberg